# Димитър Трифонов
Димитър Трифонов Цветков е български свещеник, хайдутин и революционер.

## Биография
Родом е от стружкото село Лабунища, тогава в Османската империя. Става свещеник. Трифонов е войвода на българска доброволческа чета в Етрополския Балкан по време на Руско-турската война от 1877 – 1878 година.
След Берлинския договор, разпокъсал българските земи, поп Димитър Трифонов е командир на конницата в избухналото Кресненско-Разложкото въстание (1878 - 1879). Действа в Пиянечко.